# Lüsslingen-Nennigkofen
Lüsslingen-Nennigkofen ist eine Einwohnergemeinde im Schweizer Kanton Solothurn. Sie gehört zum Bezirk Bucheggberg.
Die neue Gemeinde entstand auf den 1. Januar 2013 aus den vormaligen Gemeinden Lüsslingen und Nennigkofen.

Luftbild aus 1000 m von Walter Mittelholzer (1923)

## Persönlichkeiten
- Samuel Widmer (1948–2017), Arzt, Psychiater, Psychotherapeut und Autor; Gründer der esoterischen Kirschblüten-Gemeinschaft, der rund ein Fünftel der Dorfbevölkerung angehören[5]